# Óxido nítrico
O óxido nítrico (também conhecido por monóxido de nitrogênio e monóxido de azoto), de fórmula química NO, é um gás solúvel, altamente lipofílico sintetizado pelas células endoteliais, macrófagos e certo grupo de neurônios do cérebro. É um importante sinalizador intracelular e extracelular, e atua induzindo a enzima guanilato ciclase (um dos gasorreceptores de NO), que produz guanosina monofosfato cíclico (GMPc) que tem entre outros efeitos, através da interação com receptores beta 2 específica, promove o relaxamento do músculo liso o que provoca, como ações biológicas, a vasodilatação e a broncodilatação.

## Origem biológica
A síntese de NO se realiza por ação de enzimas, a óxido nítrico sintetase (NOS) a partir do aminoácido L-arginina que produz NO e L-citrulina, necessitando da presença de dois cofatores, o oxigénio e a Nicotinamida Adenina Dinucleotídeo Fosfato  (NADPH).
O NO é produzido por uma ampla variedade de tipos celulares que incluem células epiteliais, nervosas, endoteliais e inflamatórias. Existem três formas de NOS, 2 denominadas constituitivas e dependentes do cálcio (cNOS), que são a endotelial e a neuronal, as quais sintetizam NO em condições normais, e a independente do cálcio (iNOS), que não se expressa ou fá-lo em muita pouca quantidade em condições fisiológicas.

## Produção e efeitos ambientais
A altas temperaturas o azoto molecular e o oxigênio podem combinar-se para formar óxido nítrico (por exemplo, no antigo processo de produção do ácido nítrico por Birkeland-Eyde). A maior produção natural é no relâmpago. A atividade humana aumentou drasticamente a produção de óxido nítrico em câmaras de combustão. Uma proposta de conversores catalíticos nos automóveis reverte parcialmente esta reação.
O óxido nítrico no ar pode converter-se mais tarde em ácido nítrico, um dos implicados nas chuvas ácidas, ou reagir formando ozônio nas metrópoles poluídas smog fotoquímico

## Aplicações Técnicas
É um intermediário no Processo Ostwald, que converte a amónia em ácido nítrico, através da passagem de amônia e ar em telas catalíticas de Platina (95%) /Rhódio (5%). A típica conversão química é de 99-90% por campanha de tela, com a formação de nitrogênio e óxido nitroso como reação secundária.
O óxido nítico poder ser usado para detectar radicais de superfície em polímeros. Bombardear a superfície do polímero com óxido nítrico resulta na incorporação do nitrogénio que pode ser quantificado por espectrocopia fotoelectrónica por Raios-X.
O óxido nítrico é incolor. Contudo, com sua liberação na atmosfera e em presença do oxigênio do ar, oxida-se rapidamente a dióxido de nitrogênio, um gás castanho, que dimeriza-se ao gás incolor tetróxido de nitrogênio, (N2O4).
Apesar da sua toxicidade, com efeitos semelhantes ao monóxido de carbono, dado o efeito da liberação na atmosfera, a experiência industrial tem demonstrado que é o NO2/N2O4 formado no ar, corrosivo, que provoca os danos da exposição (principalmente ataque ácido na mucosa do pulmão pela formação de ácido nítrico). Os primeiros sintomas da exposição leve é uma ligeira dor de garganta, 12 a 24h após a exposição.

## Funções biológicas
Ver também: Fator relaxante derivado do Endotélio (EDRF) e transdução de sinal
No organismo, o óxido nítrico é sintetizado a partir da arginina e do oxigénio, pela enzima sintase do óxido nítrico (NOS).
O endotélio (a fina camada de células mais interna dos vasos sanguíneos) usa o óxido nítrico para comandar o relaxamento do músculo liso da parede do vaso, fazendo com que este dilate aumentando assim o fluxo sanguíneo e diminuindo a pressão arterial. Isto explica o uso da nitroglicerina, nitrito de amila e outros derivados no tratamento da doença coronária: estes compostos são convertidos em óxido nítrico (por um processo não muito bem conhecido) que por sua vez dilata as artérias coronárias (vasos sanguíneos na parede do coração) aumentando assim a sua irrigação. O óxido nítrico também desempenha um papel importante na ereção do pênis, e explica o mecanismo do sildenafil ou Viagra, que envolve a via do guanosina monofosfato cíclico (GMPc) produzida pela gasorreceptor enzima guanilato ciclase ativada pelo óxido nítrico.
Os macrófagos, células do sistema imunitário, produzem óxido nítrico como composto nocivo para bactérias, devido à sua capacidade de formar espécies reativas de azoto. Mas em certas circunstâncias isto pode trazer efeitos colaterais indesejáveis: uma sepsis generalizada pode levar a uma produção exagerada de óxido nítrico pelos macrófagos, que leva a uma vasodilatação generalizada podendo ser uma das causas da hipotensão (pressão arterial baixa) na sepsis.
O óxido nítrico tem também funções de neurotransmissor entre as células nervosas. Ao contrário dos outros neurotransmissores que funcionam geralmente no sentido da membrana pré-sináptica para a membrana pós-sináptica, o óxido nítrico (NO), por ser uma gás muito solúvel, pode atuar em todas as células adjacentes paracrinamente e autócrinamente, sem ser preciso estar envolvida uma sinapse física. Esta propriedade pensa-se que poderá estar envolvida na formação da memória.
A descoberta das funções do NO na década de 1980 vieram surpreender e mexer com a comunidade científica. Foi nomeada "Molécula do Ano" em 1992 pela Science, foi fundada a Nitric Oxide Society e foi criada uma revista científica só para estudos relacionados com esta molécula. O Prêmio Nobel em Fisiologia e Medicina em 1998 foi atribuído a Ferid Murad, a Robert F. Furchgott e a Louis Ignarro pela descoberta das propriedades sinalizadoras do óxido nítrico  e do seu gasorreceptor guanilato ciclase. Estima-se que cerca de 3,000 artigos científicos são publicados por ano sobre o papel fisiológico do óxido nítrico.
Os estudos relacionados ao óxido nítrico comprovaram que seu uso puro tem dosagem extremamente complexa para ser ajustada e administrada, causando na maioria dos casos, problemas de necrose severos. Os estudos com melhores resultados demonstraram que o uso do principal precursor
do óxido nítrico, a Arginina, em dose elevada, é a melhor forma para estimular a produção de óxido nítrico endógeno suficiente para promover uma broncodilatação e vasodilatação leve. Nestas condições, o aumento do Óxido Nítrico endógeno também apoiando intensamente no aumento da irrigação cardíaca. Recomenda-se o uso associado de Coenzima Q 10 à Arginina nestes casos.